# Porky joueur de flûte
Porky joueur de flûte (Pied Piper Porky) est un cartoon, réalisé par Bob Clampett et sorti en 1939, qui met en scène Porky Pig.